# Рапото II (Ортенбург)
Рапото II (на немски: Rapoto II, † 19 март 1231) e граф на Ортенбург и на Графство Крайбург (1186 – 1231), пфалцграф на Бавария (1208 – 1231).

## Биография
Той е големият син на Рапото I от род Спанхайми († 26 август 1186) и Елизабет фон Зулцбах, дъщеря на граф Гебхард III фон Зулцбах († 1188) (брат на византийската императрица Берта фон Зулцбах) и съпругата му Матилде († 16 март 1183), дъщеря на баварския херцог Хайнрих IX. Брат е на Хайнрих I († 1241).

Баща му Рапото I има важно положение в Свещената Римска империя. На имперското събрание в Майнц през 1184 г. синовете му Рапото II и Хайнрих I заедно със синовете на император Фридрих I Барбароса стават рицари на голямо тържество. След смъртта на баща му през 1186 г. Рапото II и брат му управляват първо заедно графството. След измирането и наследяването на графовете на Зулцбах те разделят териториите си през 1188 г. Рапото II получава Графство Крайбург-Марквартщайн и град Крайбург на Ин.
Рапото II се стреми до 1240 г., заедно със синът му Рапото III, да увеличи територията си и се стига през 1192 г. до война със съседите, при която дворецът Ортенбург е разрушен, големи части между Дунав и Ин са опустошени. Император Хайнрих VI прекратява войната. Граф Алберт е наказан с изгнание в Апулия, херцог Отокар от Бохемия загубва дори херцогството си. През 1199, 1212 и 1226 г. се водят също битки със съседите му и множество села в Бавария, Бохемия и Австрия са опожарени.
През 1209 г. граф Рапото II от Ортенбург става пфалцграф на Бавария, след осъждането на пфалцграф Ото VIII от Бавария заради убийството му на крал Филип Швабски.
През 1229 г. Рапото II и брат му Хайнрих пътуват до Италия. Присъстват при преговорите на император Фридрих II с папа Григорий IX.
Рапото II служи заедно с брат си граф Хайнрих и братовчед му Бернхард, херцог на Каринтия, на империята за император Хайнрих VI, крал Ото IV и император Фридрих II. Освен това той служи и при херцог Лудвиг I от Бавария.

## Фамилия
Рапото II се жени за Удилхилд фон Дилинген († сл. 19 март 1231), дъщеря на граф Адалберт III фон Дилинген и Хейлика II фон Вителсбах. Те имат децата:
- Рапото III († 4 юни 1248), пфалцграф на Бавария, ∞ Аделхайд († 1304), дъщеря на бургграф Конрад I фон Нюрнберг-Цолерн
- Елизабет († 29 декември 1274), ∞ Фридрих II, ландграф на Лойхтенберг († 1284)
- дъщеря, ∞ граф Лудвиг IV фон Йотинген († 1251)

Освен това е баща вероятно и на:
- Фридрих († 4 август 1239), като Фридрих III от 1231 до 1239 пропст на манастир Берхтесгаден [1]